# Jelgersmakliniek

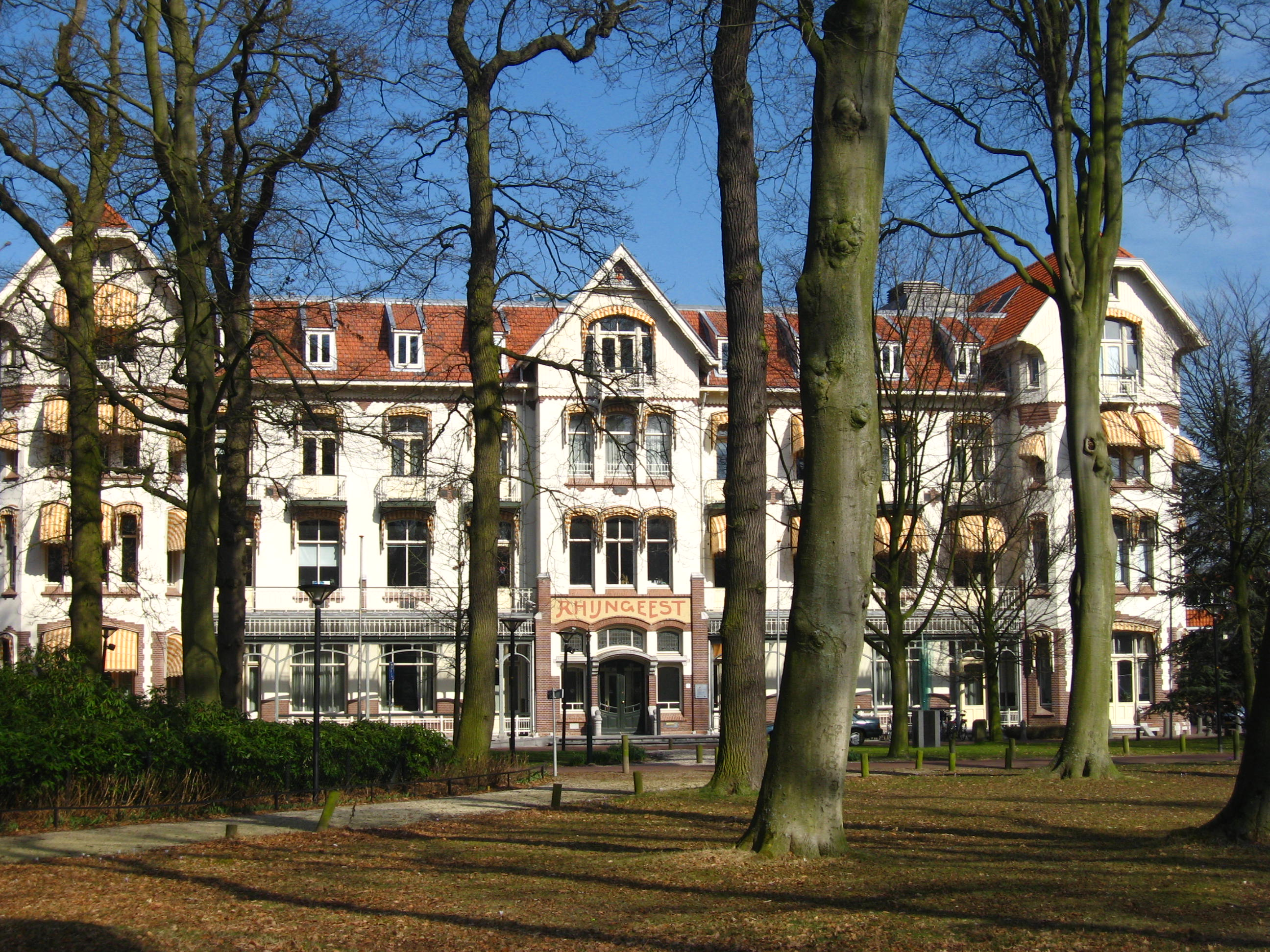
Het hoofdgebouw uit 1903.

De Jelgersmakliniek was een psychiatrische instelling in het Nederlandse dorp Oegstgeest. Tot circa 1950 stond de kliniek bekend onder de naam Rhijngeest.

## Geschiedenis
In 1895 verkocht jonkheer Leonard Adrien Charles Gevers om financiële redenen het kasteel Endegeest aan de gemeente Leiden. De gemeente wilde op het terrein een psychiatrische kliniek vestigen, met hoogleraar psychiatrie Gerbrandus Jelgersma als initiatiefnemer en oprichter. In de jaren 1896-1897 werd eerst de kliniek Endegeest geopend: in het park van het kasteel verrezen diverse paviljoens voor patiëntenzorg, terwijl het kasteel zelf werd ingericht voor de directie en administratieve functies.
In 1899 kocht de gemeente ook de naastgelegen buitenplaats Rhijngeest aan, eveneens van jonkheer Gevers. Het landhuis van de buitenplaats werd in 1903 verbouwd tot paviljoen eerste klasse voor vrouwelijke patiënten en kreeg de naam Sanatorium Rhijngeest. De oude moestuinen van Rhijngeest leverden groente en fruit aan de keuken van Endegeest, totdat ze na de Tweede Wereldoorlog niet meer rendabel waren en werden opgeheven.
Tussen 1900 en 1903 werd op het terrein van de buitenplaats Rhijngeest een nieuw hoofdgebouw voor de kliniek opgetrokken. Dit hoofdgebouw was door G.L. Driessen ontworpen in chaletstijl en bood ruimte aan zo'n 80 patiënten. Om mannen en vrouwen van elkaar te scheiden, was het gebouw symmetrisch van opzet. Boven de ingang werd de naam van de psychiatrische instelling aangebracht: Rhijngeest. Tevens verrees er op het terrein een woning voor de directeur-geneesheer.
Rond 1950 werd de instelling Rhijngeest hernoemd tot Jelgersmakliniek, naar de oprichter.

### Verhuizing
Het hoofdgebouw was tot 1983 in gebruik en werd toen verkocht aan de gemeente, die het verbouwde tot gemeentehuis. De kliniek zelf verhuisde naar een nieuwe locatie binnen Oegstgeest. De buitenplaats Rhijngeest - met het landhuis - werd in 1987 verkocht. Kasteel Endegeest diende nog tot 2016 als onderkomen van bestuur en stafdiensten van GGZ-instelling Rivierduinen.

### Opheffing
Begin 21e eeuw bestond de doelgroep van de Jelgersmakliniek uit mensen met een persoonlijkheidsstoornis. Omdat opname niet langer gebruikelijk was en meestal werd gekozen voor dagbehandeling of poliklinische zorg, was er onvoldoende reden om de kliniek open te houden. Daarnaast speelden ook financiële redenen een rol. De kliniek sloot eind 2014 de deuren. Ook het centrum autisme voor de regio Hollands midden is er gevestigd geweest.